# Roman Sobnin
Roman Sergejevitj Sobnin (russisk: Роман Сергеевич Зобнин, tr. Roman Sergejevitj Sobnin) (født 11. februar 1994 i Irkutsk, Rusland), er en russisk fodboldspiller (central midtbane).
Sobnin spiller for den russiske ligaklub FC Spartak Moskva, som han var været tilknyttet siden 2016. Han har tidligere blandt andet spillet tre år i Dynamo Moskva.

## Landshold
Sobnin står (pr. juni 2018) noteret for 12 kampe for Ruslands landshold, som han debuterede for 31. marts 2015 i en venskabskamp mod Kasakhstan. Han blev udtaget til den russiske trup til VM 2018 på hjemmebane.